# Judith Deutsch
Judith Deutsch-Haspel, nata Judith Deutsch (in ebraico יהודית דויטש-הספל‎?; Vienna, 18 settembre 1918 – Herzliya, 20 novembre 2004), è stata una nuotatrice austriaca, campionessa di nuoto che ha detenuto tutti i record di stile libero sulla media e lunga distanza femminile austriaca nel 1935. È stata inserita nella International Jewish Sports Hall of Fame.

## Biografia

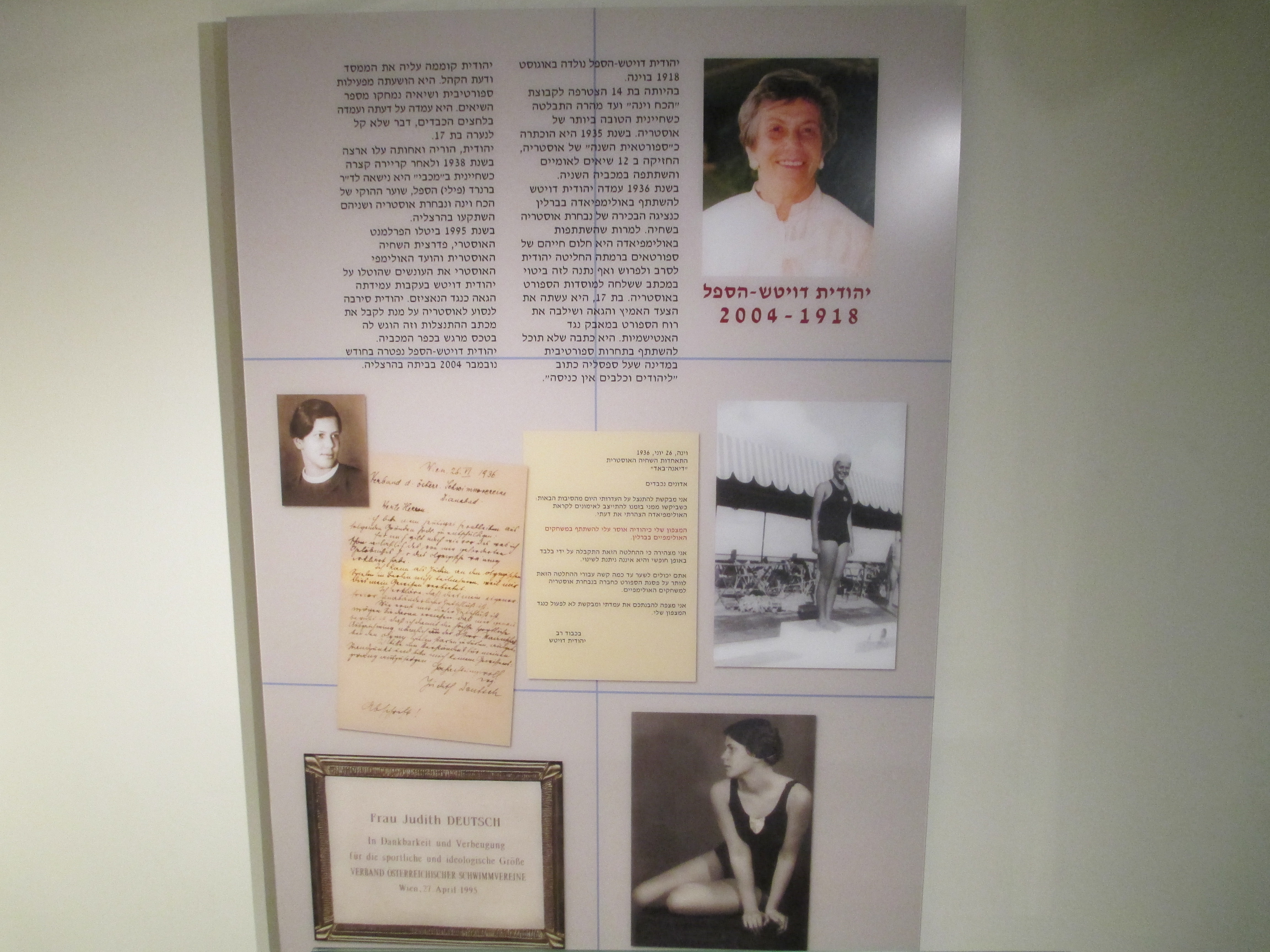
Il memoriale Judith Deutsch-Haspel in Ramat

Da ebrea, a Deutsch è stato proibito di entrare a far parte della maggior parte dei club di atletica leggera in Austria, così ha iniziato la sua attività di nuoto agonistico all'Hakoah Vienna allenato da Zsigo Wertheimun club di atletica ebraica dove presto ha vinto gli incontri di nuoto e ha stabilito record nazionali.
Deutsch è stata eletta "Eccezionale atleta austriaca femminile del 1935" dall'Autorità sportiva austriaca.
Nel 1936, è stata insignita del "Distintivo d'oro" dell'Austria come una dei primi tre atleti del paese quell'anno e selezionata per rappresentare il suo paese alle Olimpiadi estive del 1936 nella Germania nazista. Insieme ad altre due nuotatrici, Ruth Langer (1921-1999) e Lucy Goldner (1918-2000), all'allenatrice di nuoto femminile dell'USA Charlotte Epstein e ai campioni francesi di bob, Phillippe de Rothschild e Jean Rheims, si è rifiutata di competere ai Giochi di Berlino per protestare contro Adolf Hitler, affermando: "Mi rifiuto di partecipare a una gara in una terra che perseguita così vergognosamente la mia gente." Dopo questa dichiarazione, le autorità sportive austriache l'hanno bandita dalle competizioni.
Deutsch è emigrata in Palestina, dove è diventata la campionessa nazionale israeliana. Dopo aver lasciato l'Austria, le autorità sportive l'hanno privata dei suoi titoli e cancellato il suo nome dai libri dei record.
Nel 1995, il parlamento austriaco si è scusato con Deutsch e ha revocato le sanzioni impostatole.
Haspel ha raccontato la sua storia in Watermarks, un film documentario del 2004 sulla squadra di nuoto femminile dello Sport Club Hakoah Wien, diretto da Yaron Zilberman. Il film ha ricevuto 10 premi (tra gli altri l'Audience Award al Washington Jewish Film Festival nel 2004, al Palm Springs International Film Festival e Paris International Cinema Meeting nel 2005) e una nomination all'Award of the Israeli Film Academy. 
Judith Haspel è morta a Herzliya, in Israele all'età di 86 anni.
A lei sono state intitolate una strada a Herzliya, in Israele, e un ponte a Vienna.